# 吴白庄画像石墓
吴白庄画像石墓，位于山东省临沂市罗庄区吴白庄村，是中华人民共和国山东省文物保护单位之一。
2006年12月7日，授予山东省文物保护单位，是一座石窟寺及石刻。